# Camilla Belle
Camilla Belle, född Camilla Belle Routh den 2 oktober 1986 i Los Angeles i Kalifornien, är en amerikansk skådespelare som har gjort många filmer både för bio och för tv. Hon är känd för huvudrollen i filmen When a Stranger Calls. Där spelar hon Jill, en ung tjej som ska sitta barnvakt till två barn i ett stort hus en bit utanför staden, men hon vet inte om att hon är ett tänkt offer för en seriemördare. Bland hennes tidigare roller märks den som dotter till Steven Seagals karaktär i The Patriot. Andra filmer är bland andra Back to the Secret Garden från 2001, The Ballad of Jack and Rose, The Quiet från 2005, 10,000 BC från 2008 och Open Road från 2013.
Camilla Belle har även varit tillsammans med Joe Jonas från bandet Jonas Brothers.

## Filmografi (urval)
- 1995 – Den lilla prinsessan
- 1997 – The Lost World: Jurassic Park
- 1998 – Magiska systrar
- 1998 – The Patriot
- 1998 – Walker, Texas Ranger (TV-serie) (1 avsnitt)
- 2001 – Back to the Secret Garden
- 2005 – The Ballad of Jack and Rose
- 2005 – Painkiller
- 2005 – The Quiet
- 2006 – When a Stranger Calls
- 2008 – 10,000 BC
- 2022 – Law & Order: Organized Crime (TV-serie) (6 avsnitt)